# Диктейска пещера
Диктейската пещера (на гръцки: Δικταίο Άντρο), известна още и с името Психро (на гръцки: Σπήλαιο Ψυχρού), е пещера в планината Дикти в източната част на остров Крит, Гърция. От нея се открива красива гледка към платото Ласити. Популярен туристически обект.
Пещерата е разположена на 1025 m надморска височина. Добре известна е легендата, че тук Рея избира да роди Зевс, за да го спаси от баща му Кронос, който поглъщал децата си, за да не застраши някое от тях властта му. На Кронос тя дала камък завит в бебешка пелена, а детето стояло скрито в пещерата, пазено от двама стражи на входа, които всеки път щом то заплачело, удряли силно по щитовете си, за да не чуе титанът бебешкия му плач. Всъщност Хезиод в своята поема Теогония упоменава само, че Зевс е роден в източната част на Крит и по-точно в село Литос, а пещерата Психро е свързана с този мит едва в края на XIX в., когато в нея се извършват първите разкопки, при които са открити голям брой статуетки посветени на древногръцкия бог.
Първите разкопки в пещерата са направени през 1886 г., следват други през 1895 г. и 1900 г. Освен статуетките на Зевс в нея е открита и керамика от ранната минойска цивилизация и от следримския период.
Пещерата се състои от две части като от първата посетителят се изкачва във втората, която е по-дълбока. В дъното на пещерата има малко езеро, а на тавана и стените могат да се наблюдават сталактити и сталагмити. Пещерата Психро е използвана по време на минойската цивилизация, а през следващата епоха - т.нар. геометричен стил между 900 и 700 г. пр.н.е. е изоставена.